# Isaac Casaubon
Isaac Casaubon, latiniseret Casaubonus (født 18. februar 1559 i Genève, død 1. juli 1614 i London) var en fransk klassisk filolog.
Casaubon blev 1598 professor i Paris, efter Henrik IV's død indkaldt af Jakob I til England, hvor han døde. Foruden skrifterne De satirica Græcorum poësi et Romanorum satira (1605; udgivet ved Johann Jacob Rambach, 1774), De libertate ecclesiastica (1607) og De rebus sacris et ecclesiasticis. Exercitationes ad Baronii prolegomena in annales (1614) har Casaubon leveret kritiske udgaver af talrige græske og romerske forfattere; hans breve er udgivet af Theodorus Janssonius van Almeloveen (1709).